# ابن ابی عقیل عمانی
حسین بن ابی عقیل، ملقب به حذا معروف به عمانی و ابن عقیل، کنیه‌اش ابوعلی، از فقها و متکلمین بزرگ امامیه است که معاصر با کلینی بوده، و با واسطه‌ای، از اساتید شیخ مفید به شمار می‌آید.
ابن ابی عقیل عمانی، یمنی است (عمان از سواحل دریای یمن است). در آغاز غیبت کبری می‌زیسته است. او استاد جعفر بن قولویه بوده‌است و جعفر بن قولویه استاد شیخ مفید بوده‌است.
او نخستین کسی است که در اول غیبت کبری، فقه را مهذب کرد و آن را با قواعد اصولیه تطبیق نمود، طریق اجتهاد و تطبیق احکام با ادله و اصول آن‌ها را باز کرد بعد از او ابن جنید اسکافی، هم همان طریق را پیمود بدین جهت است که در اصطلاح فقها، این دو فقیه به قدیمین (دو تن از قدما) تعبیر آورده می‌شود. از فتاوای نادره او عدم تنجس آب قلیل به مجرد ملاقات با نجس، وجوب اذان و اقامه در نمازصبح و شام و موجب بطلان نماز در صورت ترک آن‌ها است.

## آثار
ابن ابی عقیل عمانی، دارای کتابهای متعددی است از جمله: کتاب الکر و الفر (در امامت)، و المتمسک بحبل آل الرسول (در فقه) می‌باشد.

## مرگ
با توجه به هم عصر بودن او با کلینی و ابن بابویه (صدوق اول)، حدس زده می‌شود که مرگ او نیز همان نیمه اول قرن چهارم، در حدود ۳۳۰ تا ۳۵۰ هجری رخ داده باشد.